# Fool Again
"Fool Again" es una balada interpretada por la boy band irlandesa Westlife, lanzada como el cuarto sencillo de su álbum debut homónimo de estudio Westlife (1999). La canción se convirtió en el quinto número 1 en Reino Unido.

## Listado de canciones
1. "Fool Again" (2000 Remix)
2. "Tunnel of Love"
3. "Fool Again" (Enhanced Section)

## Vídeo musical
El video para el sencillo fue filmado en la Ciudad de México, incluyendo lugares como El Zócalo y Ciudad Satélite.
- Datos: Q2365421